# Vòng loại Giải vô địch bóng đá thế giới 2018 (play-off CONCACAF–AFC)
Vòng play-off CONCACAF–AFC của vòng loại Giải vô địch bóng đá thế giới 2018 sẽ là hai lượt trận sân nhà và sân khách giữa đội xếp thứ 4 từ vòng play-off CONCACAF (vòng 5), Honduras và đội thắng AFC (vòng 4), Úc.
Các trận đấu sẽ được diễn ra vào các ngày 10 và 15 tháng 11 năm 2017. Sau trận hòa 0–0 tại sân vận động Olímpico Metropolitano, Úc đánh bại Honduras với tổng tỉ số 3–1 trong trận lượt thứ hai tại sân vận động Australia, giành quyền bằng cùng tỉ số trên tổng hợp. Do đó Úc đã đủ điều kiện giành quyền vào vòng chung kết World Cup 2018, lần thứ năm liên tiếp tham gia giải đấu, và lần thứ tư liên tiếp. 

## Tổng quan
Đây là vòng play-off giải vô địch bóng đá thế giới lần thứ sáu liên tiếp mà Úc được tham gia. Họ đánh bại Uruguay với tổng tỉ số 4–2 trên phạt đền sau trận hòa 1–1 trong trận play-off năm 2006, thua Uruguay với tổng tỉ số 1–3 trong trận play-off năm 2002, thua Iran với tổng tỉ số 3–3 trên sân khách trong trận play-off năm 1998, thua Argentina với tổng tỉ số 1–2 sau khi đánh bại Canada với tổng tỉ số 4–1 trên phạt đền sau trận hòa 3–3 trong trận play-off năm 1994, và thua Scotland với tổng tỉ số 2–0 trong trận play-off năm 1986. Đây cũng là lần đầu tiên họ tham gia vòng play-off với tư cách thành viên AFC.
Lần đầu tiên Honduras tham gia vào vòng play-off liên lục địa.
Lễ bốc thăm thứ tự thi đấu được tổ chức vào ngày 25 tháng 7 năm 2015 tại lễ bốc thăm vòng sơ loại Giải vô địch bóng đá thế giới.

## Lượt thứ nhất
| Honduras | 0–0                                 | Úc |
| -------- | ----------------------------------- | -- |
|          | Chi tiết (FIFA) Chi tiết (CONCACAF) |    |

| Honduras | Úc |

| GK                      | 22 | Donis Escober        |       |     |
| RB                      | 21 | Brayan Beckeles      | 19'   |     |
| CB                      | 23 | Johnny Palacios      | 37'   |     |
| CB                      | 3  | Maynor Figueroa      |       |     |
| LB                      | 7  | Emilio Izaguirre (c) |       |     |
| RM                      | 20 | Jorge Claros         | 78'   |     |
| CM                      | 8  | Alfredo Mejía        |       |     |
| CM                      | 16 | Luis Alfredo López   |       | 66' |
| LM                      | 12 | Romell Quioto        |       |     |
| CF                      | 9  | Anthony Lozano       |       | 73' |
| CF                      | 11 | Carlos Lanza         |       | 60' |
| Vào thay người:         |    |                      |       |     |
| MF                      | 17 | Michaell Chirinos    |       | 60' |
| MF                      | 10 | Mario Martínez       | 90+3' | 66' |
| FW                      | 13 | Carlo Costly         |       | 73' |
| Huấn luyện viên trưởng: |    |                      |       |     |
| Jorge Luis Pinto        |    |                      |       |     |

| GK                      | 1  | Mathew Ryan       |     |     |
| CB                      | 6  | Matthew Jurman    | 47' |     |
| CB                      | 20 | Trent Sainsbury   | 48' |     |
| CB                      | 8  | Bailey Wright     |     |     |
| RM                      | 7  | Josh Risdon       | 39' | 84' |
| CM                      | 15 | Mile Jedinak (c)  |     |     |
| CM                      | 21 | Massimo Luongo    | 87' |     |
| LM                      | 16 | Aziz Behich       |     |     |
| RF                      | 22 | Jackson Irvine    |     | 74' |
| CF                      | 9  | Tomi Jurić        |     | 89' |
| LF                      | 13 | Aaron Mooy        |     |     |
| Vào thay người:         |    |                   |     |     |
| MF                      | 23 | Tom Rogic         |     | 74' |
| DF                      | 2  | Milos Degenek     |     | 84' |
| FW                      | 17 | Nikita Rukavytsya |     | 89' |
| Huấn luyện viên trưởng: |    |                   |     |     |
| Ange Postecoglou        |    |                   |     |     |

| Trợ lý trọng tài: Lorenzo Mangelli (Ý) Riccardo di Fiore (Ý) Trọng tài thứ tư: Paolo Tagliavento (Ý) |

## Lượt thứ hai
| Úc                                    | 3–1                                                | Honduras       |
| ------------------------------------- | -------------------------------------------------- | -------------- |
| Jedinak 54', 72' (ph.đ.), 86' (ph.đ.) | Chi tiết (FIFA) Chi tiết (CONCACAF) Chi tiết (AFC) | Figueroa 90+3' |

| Úc | Honduras |

| GK                      | 1  | Mathew Ryan      |       |     |
| CB                      | 8  | Bailey Wright    |       |     |
| CB                      | 20 | Trent Sainsbury  | 88'   |     |
| CB                      | 6  | Matthew Jurman   | 2'    |     |
| DM                      | 15 | Mile Jedinak (c) |       |     |
| CM                      | 5  | Mark Milligan    |       | 89' |
| CM                      | 13 | Aaron Mooy       | 45+2' |     |
| AM                      | 23 | Tom Rogic        |       | 77' |
| RW                      | 7  | Mathew Leckie    | 81'   |     |
| LW                      | 16 | Aziz Behich      |       |     |
| CF                      | 4  | Tim Cahill       |       | 66' |
| Vào thay người:         |    |                  |       |     |
| FW                      | 9  | Tomi Juric       |       | 66' |
| FW                      | 10 | Robbie Kruse     |       | 77' |
| MF                      | 14 | James Troisi     |       | 89' |
| Huấn luyện viên trưởng: |    |                  |       |     |
| Ange Postecoglou        |    |                  |       |     |

| GK                      | 22 | Donis Escober       |     |     |     |
| RWB                     | 21 | Brayan Beckeles     |     |     |     |
| CB                      | 23 | Jerry Palacios      | 84' |     |     |
| CB                      | 3  | Maynor Figueroa (c) | 19' |     |     |
| CB                      | 5  | Éver Alvarado       |     |     |     |
| LWB                     | 7  | Emilio Izaguirre    |     | 42' |     |
| CM                      | 20 | Jorge Claros        | 57' |     |     |
| CM                      | 6  | Bryan Acosta        |     |     |     |
| RW                      | 17 | Alberth Elis        |     |     |     |
| LW                      | 12 | Romell Quioto       |     | 75' |     |
| CF                      | 9  | Anthony Lozano      |     |     |     |
| Vào thay người:         |    |                     |     |     |     |
| DF                      | 4  | Henry Figueroa      |     | 42' | 73' |
| MF                      | 10 | Mario Martínez      |     | 73' |     |
| FW                      | 11 | Eddie Hernández     |     | 75' |     |
| Huấn luyện viên trưởng: |    |                     |     |     |     |
| Jorge Luis Pinto        |    |                     |     |     |     |

| Trợ lý trọng tài: Hernán Maidana (Argentina) Juan Pablo Belatti (Argentina) Trọng tài thứ tư: Patricio Loustau (Argentina) |